# Jacob Rees-Mogg
Jacob Rees-Mogg (Hammersmith, London, 1969. május 24. –) angol konzervatív politikus, Északkelet-Somerset választókerületének parlamenti képviselője. A Brexit-viták során az Európai Unió elhagyásának egyik legkeményebb szószólója volt. Boris Johnson kabinetjében az alsóház vezéreként (Leader of the House of Commons) és lordtanácselnök volt. 2022. október 25-ig Liz Truss kormányában  az energetikai és üzleti ügyek miniszterének posztját töltötte be.

## Családja
William Rees-Mogg báró és Gillian Morris gyermeke, Annunziata Rees-Mogg európai parlamenti képviselő testvére.
2007-ben házasságot kötött Heleda de Chair-rel. Hat gyermekük: Alfred Wulfric Leyson Pius, Thomas Wentworth Somerset Dunstan, Peter Theodore Alphege, Anselm Charles Fitzwilliam and Mary Anne Charlotte Emma és Sixtus Dominic Boniface Christopher.

## Életpályája
Középfokú tanulmányait az Eton College-ban végezte, majd történelmet hallgatott az Oxfordi Egyetemen a Trinity College-ban.
Üzleti pályafutása a londoni City-ben kezdődött és Hongkongban folytatódott a Lloyd George Management-nél. 2007-ben társalapítója lett a Somerset Capital Management nevű pénzügyi vagyonkezelő cégnek. Magánvagyonát 55 millió font sterlingre becsülik, nem számítva felesége 150 millió fontos hagyatékvárományát.
Apjához hasonlóan a Konzervatív Párt tagja. Már egyetemi évei alatt az Oxfordi Egyetemi Konzervatív Szövetség elnöke lett. A párton belül a szociálisan konzervatív és tradicionalista Sarokkő Csoport (Cornerstone Group) tagja.
1997-ben és 2001-ben sikertelenül indult az általános választáson. 2010-ben az északkelet-somerseti választókerületben beválasztották a Képviselőházba (House of Commons). 2015-ben, 2017-ben és 2019-ben is újraválasztották egyre nagyobb szavazatszámmal.
David Cameron kormányzása alatt pártja egyik legrebellisebb tagja volt. A pártfegyelem ellenére ellene szavazott több kormányzati javaslatnak is. Hírnevét szellemes felszólalásainak és rettegett obstrukciós képességeinek köszönheti.
Következetesen kiállt a Brexitnek akár a legkeményebb formája mellett is. 2019 áprilisában, amikor Theresa May miniszterelnök az Európai Unió tagállamaitól kérte a 2019. március 29-én lejárt határidő meghosszabbítását, Rees-Mogg úgy fogalmazott, hogy az Egyesült Királyságnak az EU-n belül "a lehető legnehezebbként" kellene viselkednie. Theresa May ettől kénytelen volt elhatárolódni.
Meggyőződéses politikusnak ismerik, anakronisztikus viselkedése bírálat és csodálat tárgya egyaránt, amivel kiérdemelte a "XVIII. század képviselője" gúnynevet. Bírálói ultrakonzervatívként írják le.
Nézeteit "The Moggcast" című podcast-sorozatában ismerteti.
Theresa May lemondása után elemzők arra számítottak, hogy indul a konzervatív vezérségért és a miniszterelnökségért, de helyette Boris Johnsont támogatta, akinek kabinetjében az alsóház vezéreként (Leader of the House of Commons) és a Titkos Tanács elnökeként (Lord President of the Council) miniszter volt.
2022. október 25-ig Liz Truss rövid életű kormányában  az energetikai és üzleti ügyek miniszterének posztját töltötte be.

## Művei
- The Victorians: Twelve Titans who Forged Britain